# Afrikanda
Afrikanda (ros. Африканда) – osiedle w Rosji, w obwodzie murmańskim, w okręgu miejskim Polarnyje Zori. W 2010 liczyło 1644 mieszkańców.